# Inmobiliaria Colonial
Inmobiliaria Colonial ist ein börsennotiertes spanisches Unternehmen der Immobilienwirtschaft. Der Immobilienverwalter wurde 1946 durch die Banco Hispano Colonial aus Barcelona gegründet, um das Immobiliengeschäft des Bankhauses zu bündeln. Im Jahr 1991 übernahm la Caixa die Mehrheit der Anteile an Inmobiliaria Colonial. Auf diesem Wege gelangten mehrere Immobilien aus dem Besitz der Caixabank in den Besitz von Colonial. Acht Jahre später, 1999, ging das Unternehmen an die Börse. Der Einstieg in den Pariser Markt für Gewerbeimmobilien gelang insbesondere durch die Übernahme der französischen Immobiliengesellschaft Société foncière lyonnaise 2004. Das Unternehmen besitzt 108 Büroimmobilien in Madrid, Barcelona und Paris mit einer oberirdischen Grundfläche von insgesamt 1.861.960 m². Inmobiliaria Colonial ist Teil des spanischen Leitindex IBEX 35.